# Государственный департамент США
Госуда́рственный департа́мент Соединённых Шта́тов Аме́рики, сокращенный вариант — Госде́п США (англ. United States Department of State или State Department) — федеральный орган исполнительной власти, министерство в составе Федерального правительства Соединённых Штатов, отвечающее за проведение и реализацию международной политики Соединённых Штатов и некоторых аспектов внутренней политики.
Подобно МИДам в других странах, он был создан в 1789 году как первый исполнительный департамент страны. В обязанности Государственного департамента входит осуществление внешней политики Соединённых Штатов, управление дипломатическими миссиями страны за рубежом, ведение переговоров по договорам и соглашениям с иностранными организациями и представление Соединённых Штатов в Организации Объединённых Наций. Кроме того, к ведению Государственного департамента относится работа с некоммерческими организациями и фондами, представляющими социальные и политические программы в других странах.
Госдеп возглавляет государственный секретарь США, который помимо управления Департаментом, служит главным дипломатом и представителем страны за рубежом. Госсекретарь является первым должностным лицом Кабинета президента США. С 21 января 2025 года позицию госсекретаря занимает Марко Рубио, который был назначен президентом Дональдом Трампом и утвержден Сенатом США.

## История наименования
Госдепартамент образован 27 июля 1789 года как Департамент иностранных дел (Department of Foreign Affairs). Конгрессменами в то время также обсуждалась возможность создания отдельного департамента внутренних дел (Department of Home Affairs), но президент Джордж Вашингтон, учитывая весомость фигуры Томаса Джефферсона, для которого он планировал создать важную государственную должность, решил совместить два департамента (иностранных и внутренних дел) в одном, для этого в сентябре 1789 года он переименовал Департамент иностранных дел в Департамент по положению дел (Department of State).
В 1849 году, в связи с присоединением к США крупных территорий, уступленных Мексикой по результатам войны, был создан Департамент внутренних дел (Department of the Interior), а Департамент по положению дел вновь стал заниматься лишь иностранными делами, но обратно переименован не был.
Название Department of State выбрано по аналогии с традиционным названием министерских должностей в Великобритании, где на тот момент с 1782 года существовали должности Secretary of State for Foreign Affairs (Секретарь по состоянию иностранных дел) и Secretary of State for Home Affairs (Секретарь по состоянию внутренних дел). Использование названия Secretary of State без уточнения о каких именно делах идёт речь фактически означало, что речь может идти как о внутренних делах, так и иностранных, что и было умело использовано Джорджем Вашингтоном.
Наименование должности Secretary of State (секретарь по положению дел) в Англии восходит к началу XVII века (правление Елизаветы I), когда должность секретаря у монарха была ближе непосредственно к секретарской, чем к министерской, и заключалась в просмотре корреспонденции и информировании монарха о положении дел. Со временем секретаря так и стали называть — секретарь по положению дел, впоследствии такое название должности стало официальным, а затем появились секретари, ответственные за отдельные сферы государственного управления.
На русский язык название департамента ошибочно переводится как Государственный департамент, а название должности — как Государственный секретарь. Слово State действительно может иметь второе значение (государство, штат) в английском языке. Но в США слово State в единственном числе никогда не означает сами США или указание на федеральные органы власти. State может обозначать либо отдельный штат, либо иностранное государство, но в таком случае должен использоваться артикль the, поскольку речь идёт о конкретном штате или государстве (напр. State of the State). Для обозначения США как государства используются иные термины: United States и Country, в некоторых законодательных актах прошлого также фигурируют термины States и Union. Путаницы также добавляет постепенный переход в современном английском языке от формы The Department of State к общеупотребительной форме The State Department, которая выглядела бы одинаково по части использования артикля the для любого из двух упомянутых значений слова State.

## Структура департамента
Подразделение Госдепартамента США — Бюро по демократии, правам человека и труду публикует ежегодные доклады о правах человека в мире и о вкладе США в продвижение свободы и демократии.
Подготовкой дипломатических работников занимается Институт зарубежной службы, также являющийся подразделением Госдепартамента. Директор института имеет ранг помощника Госсекретаря США.
Управление по Цифровой Дипломатии занимается проектами в области цифровых технологий, такими как Диплопедия.